# Jacob Schim
Jacob Schim (Maassluis 8 oktober 1700 - Maassluis 1762) was een Nederlandse dichter. Hij was de zoon van dichter Pieter Schim en jongere broer van de meer bekende dichter Hendrik Schim. 

## Carrière
Hij heeft veel dichtstukken gepubliceerd met zijn vader en broer, bijvoorbeeld voor Op het Maassluische Orgel in 1734. De schenker van dit orgel was de reder Govert van Wijn, die een neef was van Hendrik.  en een gedicht in Aegidius Francken's Het Heilige Offerlam.   Verder schreef hij voornamelijk minder bekende gelegenheidsgedichten.